# Eric Mayne
Eric Mayne (Dublino, 28 aprile 1865 – Hollywood, 10 febbraio 1947) è stato un attore statunitense.

## Filmografia parziale
- La commedia umana (The Conquering Power), regia di Rex Ingram (1921)
- La mia sposa americana (My American Wife), regia di Sam Wood (1922)
- Ladro d'amore (Cameo Kirby), regia di John Ford (1923)
- La più grande fiamma (East Lynne), regia di Emmett J. Flynn (1925)
- Metropoli in fiamme (Barriers Burned Away), regia di W.S. Van Dyke (1925)
- Beyond the Trail, regia di Albert Herman (1926)
- Money to Burn, regia di Walter Lang (1926)
- Il capitano di Singapore (The Road to Mandalay), regia di Tod Browning (1926)